# Bryum erythrocarpum
Bryum erythrocarpum är en bladmossart som beskrevs av Georg Roth 1905. Bryum erythrocarpum ingår i släktet bryummossor, och familjen Bryaceae. Inga underarter finns listade i Catalogue of Life.